# Новоманошкінська сільська рада
Новомано́шкінська сільська рада (рос. Новоманошкинский сельский совет) — сільське поселення у складі Зоринського району Алтайського краю Росії.
Адміністративний центр — село Новомоношкіно.

## Населення
Населення — 1217 осіб (2019; 1460 в 2010, 1720 у 2002).

## Склад
До складу сільської ради входять:
| Населений пункт     | Населення, осіб (2002) | Населення, осіб (2010) |
| ------------------- | ---------------------- | ---------------------- |
| Голубцово, село     | 239                    | 147                    |
| Інюшово, село       | 166                    | 87                     |
| Новомоношкіно, село | 1110                   | 1057                   |
| Шпагино, село       | 205                    | 169                    |